# Turgut Alp
 (Juin 2021).
 (janvier 2020).
- Si vous ne connaissez pas le sujet, laissez ce bandeau (vous pouvez alors contacter les auteurs).
- Si vous supprimez le contenu mis en cause (vous pouvez préalablement contacter les auteurs),

argumentez précisément cette suppression dans la page de discussion
(un manque de référence n'est pas un argument ; une recherche réelle de référence doit avoir été effectuée, être formellement documentée).
Turgut Alp ou Turgut Gazi (en turc ottoman : تورغوت آلپ), né vers 1200 et mort vers 1325 à İnegöl. Il est l'un des lieutenants les plus proches d'Ertuğrul, qui est le père d'Osman Ier, le fondateur de l'Empire ottoman.

## Biographie

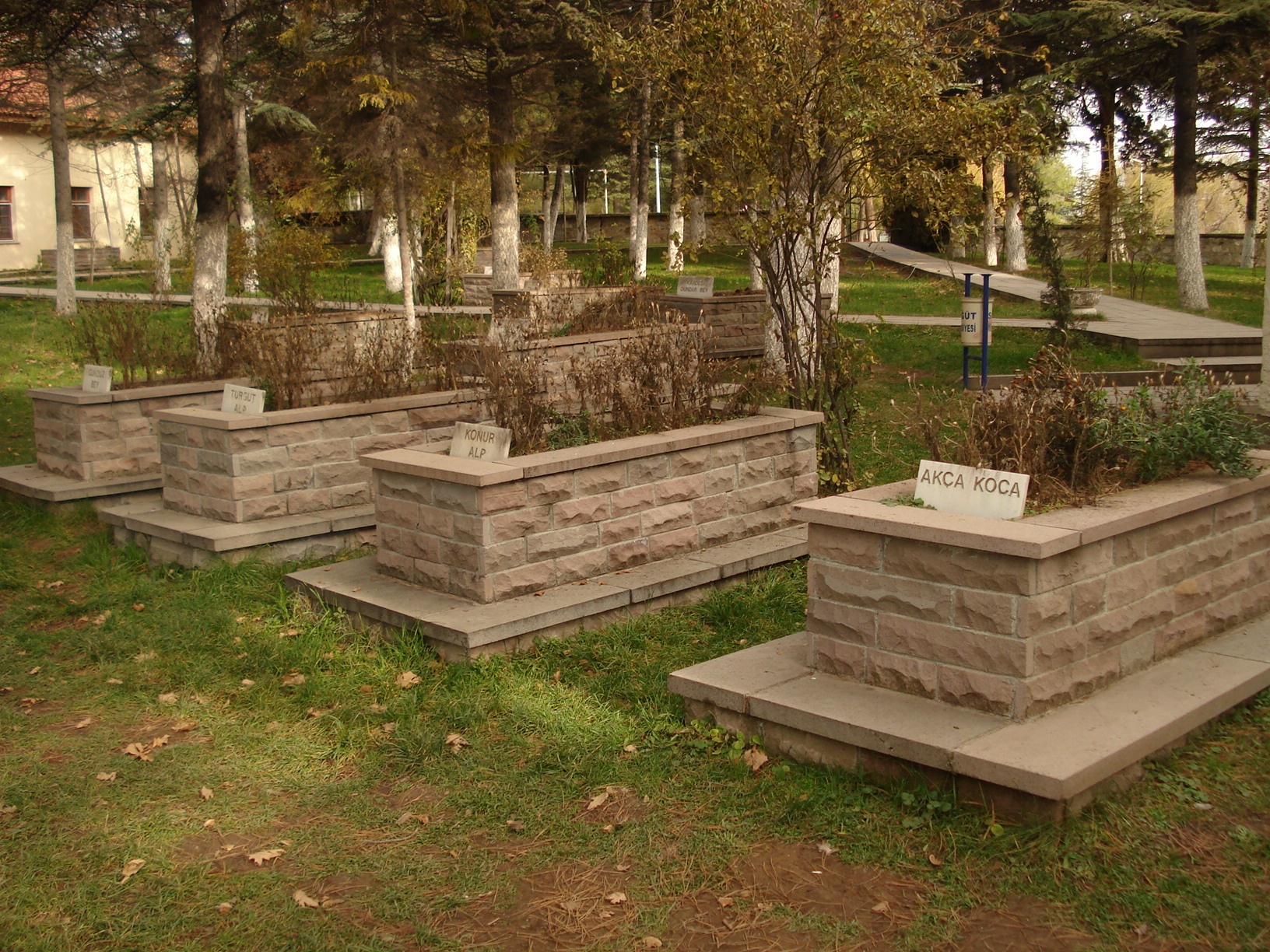
Tombe honorifique de Turgut Alp troisième de droite à gauche à Söğüt.

Il était très proche d'Ertuğrul. Après la mort de ce dernier, Turgut est resté fidèle à son fils Osman, le fondateur de l'Empire ottoman et a été un assistant de lui dans le gouvernement. Il a vécu jusqu'à 125 ans et est resté actif sur le champ de bataille jusqu'à la fin de sa vie.
Enfant, ses parents ont été martyrisés par les mongols. Son arme était sa célèbre hache et il est le seul guerrier à avoir fait de la hache son arme au lieu d'une épée.
Pendant les premières conquêtes ottomanes sous le règne d'Osman Ier, Turgut Alp a été envoyé à Yarhisar puis à Angelacoma (aujourd'hui İnegöl) en 1299 et il a conquis la région, il a également été mentionné dans les sources qu'Osman Ghazi est venu à son aide lorsque sa ville (Turgut-Alpes) a été assiégée. Il convient également de noter qu'il a exécuté le Takfur Aya Nikola lors de la conquête d'İnegöl à la suite de ses mouvements hostiles contre les Turcs,. Cette zone composée de quelques villages, lui a été donnée par Osman et son territoire s'appelait Turgut-ili (Terre de Turgut),. Pendant le siège de Bursa, Turgut Alp avec Köse Mihal a participé à la conquête du château d'Atranos (Orhaneli) en 1325 qui a joué un rôle clé dans la conquête de Bursa. Il était également avec Orhan Gazi lors du siège de la ville (1326),.
Il a combattu pendant trois générations. Fidèle à Ertuğrul. Il a également soutenu son fils et son petit-fils après la mort d'Ertuğrul. Il a utilisé une hache au lieu d'une épée au combat. Sa hache est aujourd'hui dans le musée à Istanbul.
Turgut Alp s'est marié et il a eu un fils nommé Ilyas Bey.

### Décès
À l'âge de 125 ans, il tombe en martyr à İnegöl, en protégeant sa ville avec sa hache à la main et irriguait le sol sablonneux avec du sang coulant de sa poitrine.
Sa tombe est située dans le cimetière du village de Turgut Alp, İnegöl en Turquie.
La tombe à l'extérieur du mausolée d'Ertuğrul Gazi est une tombe honorifique, pas le véritable lieu de repos.

### Sa hache
L'arme de Turgut était une hache, qui orne maintenant le musée turc. La hache mesurait 92 cm de long et pesait 1.65 kg. La hache était en acier épais et avait deux bords. Le bracelet est recouvert de cuir. Sa hache est considérée comme la plus puissante de tous les temps en Orient et en Occident.

## Commémorations et évocations
En 1877, pendant la Guerre russo-turque de 1877-1878, une ville a été fondée et nommée "Turgut alp" en sa mémoire dans l'Empire ottoman par des musulmans qui avaient vécu en Bulgarie.

### Turgut Alp dans la culture populaire
Dans la série télévisée turque Diriliş: Ertuğrul, relate de manière romancée la vie d'Ertuğrul Gâzi de 2014 à 2019, il est interprété par Cengiz Coşkun.
Il reprend aussi son rôle dans la série, Kuruluş: Osman, la suite de la série précédente .